# Freestyler
"Freestyler" är en låt från 1999 av den finländska breakbeat-gruppen Bomfunk MC's.
Låten blev en stor hit i Europa och blev den mest sålda singeln över hela året. Låten toppade singellistorna i Sverige, Danmark, Tyskland och Australien samt tvåa i Storbritannien. Senare under år 2000 vann gruppen priset "Best Nordic Act" på MTV Europe Music Awards.
Musikvideon spelades in vid Hagnäs tunnelbanestation,. I videon går en finländsk grabb, Marlo Snellman, finsk modell och musiker (född 1985), med blekta dreadlocks omkring i Helsingfors metro och helgarderad i Sony-spons, använder han sin MiniDisc (Sony Walkman MZ-R55) för att stoppa och spola allt han passerar.

## Listplaceringar
| Lista (1999–2000)   | Topplacering |
| ------------------- | ------------ |
| Australien          | 1            |
| Belgien (Flandern)  | 1            |
| Belgien (Vallonien) | 1            |
| Finland             | 4            |
| Frankrike           | 8            |
| Italien             | 4            |
| Nederländerna       | 1            |
| Norge               | 1            |
| Nya Zeeland         | 1            |
| Schweiz             | 1            |
| Sverige             | 1            |
| Österrike           | 1            |